# Kappa (mitologia)

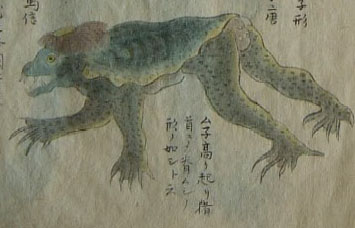
Un kappa que es creu que va ser capturat a Chiba, a l'est de Tòquio el 1801.

El kappa (河童), es pot dir també gataro (川太郎) o kawako (川子), és una criatura de la mitologia japonesa. Hom diu que viuen en llacs, tot i que formen part de la criptozoologia, a causa de les suposades ocasions en què es diu que han estat vistos. La pel·lícula Un estiu amb en Coo (títol original: Kappa no ku to natsu yasumi), de Keichi Hara (2007), incorpora un d'aquests éssers com a protagonista.

## Aparença
Els kappa solen representar-se com petits humanoides amb forma de granota de la mida d'un nen. La cara té aspecte de tortuga i en moltes ocasions se'l dibuixa amb una closca a l'esquena. L'hàbitat natural dels kappas són els rius i els llacs japonesos. Utilitzen les seves extremitats en forma d'aleta per desplaçar-se i nedar a gran velocitat.
Però el més interessant dels kappas és que tenen una mena de clapa sobre el seu cap que està plena d'aigua. Segons la llegenda, els kappas són molt poderosos, i tota la seva energia es troba a l'aigua que tenen al cap. Si surten a la superfície i per algun motiu o altre l'aigua que tenen al cap els cau o s'evapora perden la força i poden arribar a morir.

## Comportament
Els kappa sovint són vistos com a trapelles, problemàtics o portadors d'enganys. Les seves bromes poden ser bastant innocents, com mirar d'amagat dones quan es despullen, o més malvades, com ofegar persones i animals, segrestar nens, violar dones i fins i tot menjar carn humana. Tradicionalment, es diu que el cogombre és el seu menjar preferit.
Un cop s'estableix una amistat amb ell, pot dur a terme tasques humanes, com ara ajudar els pagesos a regar les terres. De vegades porten peix fresc, aquest fet és vist com un senyal de bona fortuna per la família que el rep. També són coneixedors de la medicina i hi ha llegendes que diuen que van ensenyar l'art de la quiropràctica als humans. A causa d'aquests aspectes benevolents, alguns temples són dedicats a venerar el treball d'alguns kappa particularment útils. També hi ha festivals dedicats a aplacar els kappa per tal d'obtenir una bona collita.